# انتگرال بیضوی
در حساب انتگرال، انتگرال بیضوی (انگلیسی: Elliptic integral) بدواً در ارتباط با مسئله طول کمان بیضی مطرح می‌شوند. این انتگرال‌ها را برای اولین بار جیولیو فاگنانو و لئونارد اویلر بررسی کردند. ریاضیات نوین، انتگرال بیضوی را به عنوان هر تابع f که بتواند به شکل زیر بیان شود، تعریف می‌کند:
 {\displaystyle f(x)=\int _{c}^{x}R\left(t,{\sqrt {P(t)}}\right)\,dt,}
که در آن {\displaystyle R} تابع گویای دو آرگومان آن، {\displaystyle P} ریشه دوم یک چند جمله‌ای درجه سه یا چهار بدون ریشه‌های تکراری و {\displaystyle c} یک ثابت است.
در کل، انتگرال‌های بیضوی را نمی‌توان بر حسب توابع مقدماتی بیان کرد. استثناها برای این قاعده کلی وقتی است که {\displaystyle P} ریشه‌های تکراری دارد یا وقتی که {\displaystyle (R(x,y} شامل توان‌های فرد {\displaystyle y} نباشند. به هر حال، با فرمول تحویل مناسب، هر انتگرال بیضوی می‌تواند به شکلی که انتگرالهایی را روی توابع گویا و سه شکل متعارف (برای نمونه، انتگرالهای بیضوی نوع اول، دوم و سوم) دربر گیرد، درآید.
علاوه بر فرم‌هائی که در زیر داده شده‌اند، انتگرال‌های بیضوی نیز ممکن است به صورت لژاندر و صورت متقارن کارلسون بیان شوند. درک بیشتر از نظریه انتگرال بیضوی می‌تواند از طریق بررسی نقشه‌نگاری شوارتز-کریستوفل حاصل شود. از نظر تاریخی، توابع بیضوی به عنوان توابع معکوس انتگرال‌های بیضوی کشف شدند.

## نمادها
انتگرال‌های بیضوی اغلب به شکل توابعی با آرگومان‌های مختلف بیان می‌شوند. این آرگومان‌های مختلف کاملاً معادلند (انتگرال بیضوی مشابهی می‌دهند)، اما به علت ظاهر متفاوتشان گیج کننده اند. بیشتر متون با نقشه نام گذاری متعارف همراهند. پیش از تعریف انتگرال‌ها، قواعد نامگذاری آرگومان‌ها را مرور می‌کنیم:
- α برون‌مرکزی زاویه‌ای
- k = sin α مدول بیضوی یا برون‌مرکزی (هندسه)
- m = k2 = sin2 α مشخصه (پارامتر)

توجه کنید که سه قرارداد بالا کاملاً توسط دیگری تعیین شده‌اند. با مشخص شدن یکی، دیگری نیز مشخص می‌گردد. انتگرالهای بیضوی نیز به آرگومان دیگری وابسته‌اند که می‌تواند با راه‌های مختلفی تعیین شود.

## انتگرال بیضوی ناقص نوع اول
انتگرال بیضوی ناقص نوع اول F به شکل زیر تعریف می‌شود:
 {\displaystyle F(\varphi ,k)=F\left(\varphi \,|\,k^{2}\right)=F(\sin \varphi ;k)=\int _{0}^{\varphi }{\frac {d\theta }{\sqrt {1-k^{2}\sin ^{2}\theta }}}.}
به‌طور یکسان، با استفاده از نمادنگاری در صورت یاکوبی قرار می‌دهیم:
t = sin θ و x = sin φ
سپس،
 {\displaystyle F(x;k)=\int _{0}^{x}{\frac {dt}{\sqrt {\left(1-t^{2}\right)\left(1-k^{2}t^{2}\right)}}}.}
وقتی دانسته شده‌است که زمانی یک میله عمودی استفاده شود (|)، آرگومان بعد از میله عمودی پارامتر است (چنان‌که در بالا تعریف شد)؛ و وقتی بک اسلش (\) به کار رود، بعد از آن زاویه مدولار می‌آید. در این قرارداد، با نمادگذاری مستقیم وام گرفته شده از کتاب مرجع استانداردهای آبراموویتز و اشتگان (Abramowitz and Stegun). استفاده از؛ | \ در انتگرال‌های بیضوی متداول است.
 {\displaystyle F(\varphi ,\sin \alpha )=F\left(\varphi \,|\,\sin ^{2}\alpha \right)=F(\varphi \setminus \alpha )=F(\sin \varphi ;\sin \alpha ).}

## انتگرال بیضوی ناقص نوع دوم
انتگرال بیضوی ناقص نوع دوم {\displaystyle E} به این شکل است:
 {\displaystyle E(\varphi ,k)=E\left(\varphi \,|\,k^{2}\right)=E(\sin \varphi ;k)=\int _{0}^{\varphi }{\sqrt {1-k^{2}\sin ^{2}\theta }}\,d\theta .}
به صورت معادل، با استفاده از نمادگذاری جایگزین (جانشانی) t = sin θ و x = sin φ
 {\displaystyle E(x;k)=\int _{0}^{x}{\frac {\sqrt {1-k^{2}t^{2}}}{\sqrt {1-t^{2}}}}\,dt.}
نسبت‌های اضافی شامل زیر می‌شوند:
 {\displaystyle E{\bigl (}\operatorname {sn} (u;k);k{\bigr )}=\int _{0}^{u}\operatorname {dn} ^{2}(w;k)\,dw=u-k^{2}\int _{0}^{u}\operatorname {sn} ^{2}(w;k)\,dw=\left(1-k^{2}\right)u+k^{2}\int _{0}^{u}\operatorname {cn} ^{2}(w;k)\,dw.}

## انتگرال بیضوی ناقص نوع سوم
انتگرال بیضوی ناقص نوع سوم به این شکل است:
 {\displaystyle \Pi (n;\varphi \setminus \alpha )=\int _{0}^{\varphi }{\frac {1}{1-n\sin ^{2}\theta }}{\frac {d\theta }{\sqrt {1-\left(\sin \theta \sin \alpha \right)^{2}}}}}
یا
 {\displaystyle \Pi (n;\varphi \,|\,m)=\int _{0}^{\sin \varphi }{\frac {1}{1-nt^{2}}}{\frac {dt}{\sqrt {\left(1-mt^{2}\right)\left(1-t^{2}\right)}}}.}
یا
 {\displaystyle \Pi {\bigl (}n;\,\operatorname {am} (u;k);\,k{\bigr )}=\int _{0}^{u}{\frac {dw}{1-n\,\operatorname {sn} ^{2}(w;k)}}.}
عدد n مشخصه نامیده می‌شود و هر مقداری را مستقل از دیگر آرگومانها می‌تواند بگیرد. توجه داشته باشید که به هر حال مقدار برای هر m نامحدود است.

## انتگرال بیضوی کامل نوع اول

انتگرال بیضوی کامل نوع اول

انتگرال‌های بیضوی وقتی کامل خوانده می‌شوند که دامنه نصف پی (pi/2) و بنابراین x=۱ باشد. انتگرال بیضوی کامل نوع اول K می‌تواند به صورت زیر تعریف شود:
 {\displaystyle K(k)=\int _{0}^{\tfrac {\pi }{2}}{\frac {d\theta }{\sqrt {1-k^{2}\sin ^{2}\theta }}}=\int _{0}^{1}{\frac {dt}{\sqrt {\left(1-t^{2}\right)\left(1-k^{2}t^{2}\right)}}},}
یا
 {\displaystyle K(k)=F\left({\tfrac {\pi }{2}},k\right)=F\left({\tfrac {\pi }{2}}\,|\,k^{2}\right)=F(1;k).}
این یک حالت خاص انتگرال بیضوی ناقص نوع اول است:
حالت خاص می‌تواند به شکل یک سری توانی بیان شود
 {\displaystyle K(k)={\frac {\pi }{2}}\sum _{n=0}^{\infty }\left({\frac {(2n)!}{2^{2n}(n!)^{2}}}\right)^{2}k^{2n}={\frac {\pi }{2}}\sum _{n=0}^{\infty }{\bigl (}P_{2n}(0){\bigr )}^{2}k^{2n},}
بر حسب تابع فوق‌هندسی گاوس، انتگرال بیضوی کامل نوع اول می‌تواند به شکل
 {\displaystyle K(k)={\tfrac {\pi }{2}}\,{}_{2}F_{1}\left({\tfrac {1}{2}},{\tfrac {1}{2}};1;k^{2}\right).}
بیان شود.
گاهی اوقات انتگرال بیضوی کامل نوع اول یک چهارم دوره (ربع دوره quarter period) نامیده می‌شود و می‌تواند بر حسب میانگین هندسی-حسابی محاسبه گردد.
{\displaystyle K(k)={\frac {\frac {\pi }{2}}{\operatorname {agm} \left(1,{\sqrt {1-k^{2}}}\right)}}.}
مشتق انتگرال بیضوی کامل نوع اول:
{\displaystyle {\frac {d}{dk}}\left(k\left(1-k^{2}\right){\frac {dK(k)}{dk}}\right)=kK(k)}

## انتگرال بیضوی کامل نوع دوم

گراف انتگرال کامل بیضوی نوع دوم در بازهٔ (مقادیر ممکن برون‌مرکزی).
مقدار محیط بیضی برابر است با حاصلضرب مقدار (محور عمودی) برای برون‌مرکزی بیضی (محور افقی،) در چهار برابر نیم‌قطر بزرگ بیضی.

از آن‌جا که فرمولی با فرم بسته (مثل فرمول محیط دایره، که حالت خاص بیضی است) برای محیط بیضی وجود ندارد، مسئلهٔ بیان محیط دقیق بیضی منجر به ایجاد توابع بیضوی شد که موضوعی مهم در ریاضیات و فیزیک است. برای محاسبه محیط بیضی، باید ابتدا انتگرال کامل بیضوی نوع دوم را محاسبه کرد. به این ترتیب محیط بیضی با نیم‌قطر بزرگ {\displaystyle a} و نیم‌قطر کوچک {\displaystyle b} برابر است با:
{\displaystyle S(a,b)=4aE(e)}،
که در آن {\displaystyle e} همان برون‌مرکزی ({\displaystyle {\frac {c}{a}}={\frac {\sqrt {a^{2}-b^{2}}}{a}}}) است و {\displaystyle E} عبارت است از:
{\displaystyle E(e)=\int _{0}^{\pi /2}{\sqrt {1-e^{2}\sin ^{2}\theta }}\ d\theta }
محیط بیضی بر اساس انتگرال کامل بیضوی نوع دوم را با استفاده از «سری گاوس-کومر» نیز می‌توان محاسبه کرد:
{\displaystyle p=\pi (a+b)\sum _{n=0}^{\infty }{1/2 \choose n}^{2}h^{2n}}
{\displaystyle =\pi (a+b)(1+{\frac {1}{4}}h^{2}+{\frac {1}{64}}h^{4}+{\frac {1}{256}}h^{6}+...)}

## انتگرال بیضوی کامل نوع سوم
انتگرال بیضوی کامل نوع سوم می‌تواند به صورت زیر تعریف شود
{\displaystyle \Pi (n,k)=\int _{0}^{\tfrac {\pi }{2}}{\frac {d\theta }{\left(1-n\sin ^{2}\theta \right){\sqrt {1-k^{2}\sin ^{2}\theta }}}}.}
توجه کنید که گاهی اوقات انتگرال بیضوی کامل نوع سوم با یک علامت معکوس در n تعریف می‌گردد، برای مثال
{\displaystyle \Pi '(n,k)=\int _{0}^{\tfrac {\pi }{2}}{\frac {d\theta }{\left(1+n\sin ^{2}\theta \right){\sqrt {1-k^{2}\sin ^{2}\theta }}}}.}
مشتقات جزئی انتگرال بیضوی کامل نوع سوم
{\displaystyle {\begin{aligned}{\frac {\partial \Pi (n,k)}{\partial n}}&={\frac {1}{2\left(k^{2}-n\right)(n-1)}}\left(E(k)+{\frac {1}{n}}\left(k^{2}-n\right)K(k)+{\frac {1}{n}}\left(n^{2}-k^{2}\right)\Pi (n,k)\right)\\[10px]{\frac {\partial \Pi (n,k)}{\partial k}}&={\frac {k}{n-k^{2}}}\left({\frac {E(k)}{k^{2}-1}}+\Pi (n,k)\right)\end{aligned}}}